# سانجيف باسكار
سانجيف باسكار هو كاتب سيناريو وممثل هندي، ولد في 31 أكتوبر 1963 في المملكة المتحدة.

## أعمال

### أفلام
- (2007) جووم بارابار جووم
- (2010) لندن بولفار[7]
- (2013) نظرية الصفر
- (2015) أي شيء على الإطلاق

## وصلات خارجية
- سانجيف باسكار على موقع IMDb (الإنجليزية)
- سانجيف باسكار على موقع قاعدة بيانات الأفلام العربية
- سانجيف باسكار على موقع ألو سيني (الفرنسية)
- سانجيف باسكار على موقع ميوزك برينز (الإنجليزية)
- سانجيف باسكار على موقع أول موفي (الإنجليزية)
- سانجيف باسكار على موقع قاعدة بيانات الأفلام السويدية (السويدية)
- سانجيف باسكار على موقع ديسكوغز (الإنجليزية)
- سانجيف باسكار على موقع قاعدة بيانات الفيلم (الإنجليزية)
- سانجيف باسكار على موقع كينوبويسك (الروسية)